# Tabdi
Tabdi (horvátul: Tobdin) község Bács-Kiskun vármegye Kiskőrösi járásában.

## Fekvése
Kiskőrös északi szomszédságában helyezkedik el, a város központjától légvonalban mintegy 7,5, közúton 10 kilométerre.

### Megközelítése
A település központján csak az 5307-es út halad keresztül; külterületeit érinti még az 5301-es és az 5217-es út is.
A hazai vasútvonalak közül a községet a Budapest–Kelebia-vasútvonal érinti, melynek egy megállási pontja van itt; Tabdi megállóhely a belterület nyugati szélétől jó fél kilométerre nyugatra helyezkedik el, közúti elérését csak alsóbbrendű utak biztosítják.

## Története
1950. január 1-jén jött létre Csengőd és Kiskőrös egyes külső részeiből.

## Közélete

### Polgármesterei
- 1990–1994: Szedlák Lipót (független)[4]
- 1994–1998: Szedlák Lipót (független)[5]
- 1998–2002: Szedlák Lipót (független)[6]
- 2002–2006: Kollarik László (független)[7]
- 2006–2010: Kollarik László (független)[8]
- 2010–2014: Fábián Sándor (független)[9]
- 2014–2019: Fábián Sándor (független)[10]
- 2019–2024: Fábián Sándor (független)[11]
- 2024– : Fábián Sándor (független)[1]

## Népesség
A település népességének változása:
| Lakosok száma | 1066 | 1065 | 991  | 959  | 1041 | 1033 | 1013 |
|               | 2013 | 2014 | 2018 | 2021 | 2022 | 2023 | 2024 |

A 2011-es népszámlálás során a lakosok 94%-a magyarnak, 1% cigánynak, 0,7% németnek, 0,9% románnak, 0,6% szlováknak mondta magát (5,8% nem nyilatkozott; a kettős identitások miatt a végösszeg nagyobb lehet 100%-nál). A vallási megoszlás a következő volt: római katolikus 56,6%, református 4,4%, evangélikus 16,7%, görögkatolikus 0,5%, felekezeten kívüli 7,2% (13,3% nem nyilatkozott).
2022-ben a lakosság 87,5%-a vallotta magát magyarnak, 0,9% németnek, 0,8% szlováknak, 0,6% cigánynak, 0,4% románnak, 0,4% ukránnak, 0,1-0,1% horvátnak, bolgárnak, ruszinnak és szerbnek, 1,5% egyéb, nem hazai nemzetiségűnek (11,8% nem nyilatkozott; a kettős identitások miatt a végösszeg nagyobb lehet 100%-nál). Vallásuk szerint 41,2% volt római katolikus, 14,8% evangélikus, 3,8% református, 0,2% görög katolikus, 1,5% egyéb keresztény, 1,4% egyéb katolikus, 5,5% felekezeten kívüli (31,5% nem válaszolt).

## Nevezetességei
- A Szent Erzsébet-templom 1960-ban épült.
- A falu határában található a Dankó Villa, mely Dankó Pista tulajdona volt.

## Külső hivatkozások
- Tabdi az utazom.com honlapján